# Poule de Caux
Pour les articles homonymes, voir Caux (homonymie).
La poule de Caux est une ancienne race de poule domestique française. Elle a fait partie des volailles de Normandie.

## Description
C'était une volaille de type fermier à deux fins (chair et ponte) rustique et de bonne taille, bonne pondeuse de gros œufs blancs et produisant de beaux poulets à la chair fine.
Disparue au cours du XXe siècle, elle en cours de reconstitution.

### Origine
Comme son nom l'indique, elle est originaire du pays de Caux, en Normandie.

### Standard
- Masse idéale : Coq :  min. 4 kg ; Poule :  min. 3 kg
- Crête : simple
- Oreillons : blancs
- Couleur des yeux : rouge-orangé
- Couleur de la peau : blanche
- Variétés de plumage : uniquement noir
- Œufs à couver : min. 70 g, coquille blanche
- Diamètre des bagues : Coq : 22 mm ; Poule : 20 mm

## Club officiel
- Conservatoire des races normandes et du Maine, siège situé dans le Calvados